# Planet Nomads
Planet Nomads je počítačová hra od českého studia Craneballs. Hra vyšla 3. května 2019. Hra byla od 26. května 2017 v předběžném přístupu. Ve vývoji hra byla do roku 2015.

## Hratelnost
Hráč ovládá kosmonauta, který se ocitá na cizí planetě. Cílem je přežít a prozkoumávat planetu. Hráč musí své postavě zajistit potravu, spánek a teplo. Na planetě lze různé rostliny a živočichy, kteří mohou hráče napadnout. Na planetě lze nalézt i zdroje, které lze využít k tvorbě základny a vybavení jež hráči při průzkumu pomůže.